# إبانومي
إبانومي (Επανομή) هي ضاحية خارجية جنوب شرق ثيسالونيكي على بعد 30 كم من وسط المدينة. تبلغ مساحتها 91.541 فدان، ويبلغ عدد سكانها الدائمين 8,979 نسمة حسب آخر تعداد عام 2011. يبلغ طول ساحلها 40 كم، في حين أن رأسها هو الحدود الجغرافية للخليج الثيرمي.
من عام 1997 إلى عام 2011، كانت بلدية إيبانومي آنذاك تتألف من بلديات إيبانومي وميسيميري.
بعد خطة كاليكراتيس (2011 حتى اليوم) تم توحيد بلديات إيبانومي ونيا ميخانيونا وثيرمايكوس في بلدية واحدة تسمى بلدية ثيرمايكوس ومقرها في بيريا والمقر التاريخي في إيبانومي. من الناحية الكنسية، تنتمي إيبانومي إلى أبرشية نيا كريني وكالاماريا وشفيعها هو أرجيريوس من إبانومي.

## تاريخ
من أولى وسائل النقل في إيبانومي عام 1954.
تاريخ البلدة قديم جدًا، حيث إنها من أقدم المستوطنات في المنطقة وكانت مأهولة منذ العصر الحجري الحديث. تم العثور على العديد من الاكتشافات الأثرية في المنطقة، وتشير أغلبها إلى العهد المسيحي الأول. كانت طوال الحكم العثماني ملكًا إداريًا لناحية كالاماريا. في حرب الاستقلال، شارك أهل المدينة مع العديد من المقاتلين، مثل جورج يوانو، الذي كان ممثل هالكيديكي في الجمعية الوطنية الأولى لشرق اليونان.

## السياحة
تعد إيبانومي وجهة مفضلة لقضاء عطلات الصيف بفضل شواطئها الكبيرة والنظيفة وقربها من ثيسالونيكي. يتم منح شاطئ إيبانومي بوتاموس العلم الأزرق. شواطئ باليورا (بالقرب من "مستوطنة Lefkes) و Paralia و Potamos معروفة جيدًا، والتي تحمل العلم الأزرق ويمكن الوصول إليها عن طريق السيارات الخاصة ووسائل النقل العام (OASTH) على مدار العام.
من أهم الماواقع أيضا دير أغيا أناستازيا، وهو من أفضل الأديرة الباقية في شمال اليونان. بُني في عام 1530، ويقع على بعد حوالي 3 كيلومترات جنوب إيبانومي على طريق المقاطعة إيبانومي-هيراكليون. وهي عبارة عن مجموعة من المباني المحمية بسور خارجي للحماية من القراصنة.

## البيئة
تعتبر إيبانومي ذات أهمية بيئية حيث توجد أرض رطبة في منطقة فاناري تبلغ مساحتها 5,500 فدان وهي بمثابة ملجأ للطيور المهاجرة والفرائس الأخرى وهي غنية بالنباتات والحيوانات. تعتبر الأراضي الرطبة جزءًا من برنامج «ناتورا 2000» التابع للاتحاد الأوروبي.

## تعداد سكاني
يظهر تطور سكان إيبانومي منذ اندماج مقدونيا في الدولة اليونانية في عام 1912، كما هو موضح في الجدول أدناه (باستثناء وحيد لعام 1971 حيث انخفض عدد السكان بضع عشرات مقارنة بالسابق.).
| السنة | التعداد |
| 1913  | 2.948   |
| 1920  | 3.430   |
| 1928  | 3.589   |
| 1940  | 4.210   |
| 1951  | 4.505   |
| 1961  | 4.662   |
| 1971  | 4.633   |
| 1981  | 4.908   |
| 1991  | 5.365   |
| 2001  | 6.885   |
| 2011  | 9.055   |